# 石濱翔
石濱 翔（いしはま かける、1987年3月27日 - ）は、日本の作曲家、編曲家。愛知県出身。MONACA所属。

## 経歴
甲陽音楽学院卒業。2008年夏にMONACAに入社。主にアニメーションおよびゲームの主題歌や劇中音楽の作曲・編曲を手掛けている。
在学中に観たキーラとカルロス・ヌニエスのライブをきっかけに、UKロックやケルト音楽に興味を抱く。主にヨーロッパ方面の音楽に傾倒している。
影響を受けたアーティストはビートルズ、capsule、光田康典、キーラ。

## 楽曲を提供した主な作品

### ゲーム
- 『プリンセスコネクト!Re:Dive』
  - 「TwinkleStars」（作曲・編曲）
- 『勇者30』
  - BGM
- 『鉄拳6』
  - BGM
- 『ニーア ゲシュタルト/レプリカント』
  - BGM
- 『Walk It Out!』 ※北米・欧州でのみ発売
  - 挿入歌「Pipe Line」（作曲・編曲）
- 『のびのびBOY』
  - BGM
- 『太鼓の達人』シリーズ
  - 「DON'T CUT」（編曲）
  - 「忍者は最高」（作曲・編曲）
- 『探偵オペラミルキィホームズ』シリーズ
  - BGM（MONACA名義）
- 『Fate/EXTRA CCC』
  - ED主題歌「Blossom.」（作曲・編曲）
- 『ドラッグオンドラグーン3』
  - BGM
- 『宵夜森ノ姫』
  - OP主題歌「惑いの月」（作曲・編曲）
- 『アイドルマスター シンデレラガールズ』シリーズ
  - 「Tulip」（作曲・編曲）
  - 「BEYOND THE STARLIGHT」（作曲・編曲）
  - 「Kawaii make MY day!」（作曲・編曲）
  - 「冬空プレシャス」（作曲・編曲）
  - 「Pretty Liar」（作曲・編曲）
  - 「ステップ&スキップ」（作曲・編曲）
  - 「Claw My Heart」（作曲・編曲）早坂美玲ソロ曲
  - 「ストリート・ランウェイ」（作曲・編曲）
  - 「Come to you」（作曲・編曲）
- 『アイカツ! フォトonステージ!!』
  - 「トキメキアンテナ」（作曲・編曲）

### アニメ
- 『天上人とアクト人最後の戦い』
  - BGM（MONACA名義）
- 『涼宮ハルヒの消失』
  - BGM
- 『WORKING!!』
  - BGM（MONACA名義）
  - ED主題歌「ゴールデン・デイ」（作曲・編曲）
  - キャラクターソング「Sweet Little Things」（作曲・編曲）
- 『黒執事II』
  - キャラクターソング「You will rule the world」（作曲・編曲）
  - キャラクターソング「LIBERTY★PARTY」（作曲・編曲）
  - キャラクターソング「深紅」（作曲・編曲）
  - キャラクターソング「背徳ワンダーランド」（編曲）
- 『セキレイ〜Pure Engagement〜』
  - ラジオ主題歌「LET'S GO GET U!」（作曲・編曲）
- 『CAT SHIT ONE -THE ANIMATED SERIES-』
  - BGM
- 『STAR DRIVER 輝きのタクト』
  - BGM（MONACA名義）
  - キャラクターソング「憂いの鎖」（作曲・編曲）
  - 挿入歌「秋色のアリア」（編曲）[5]
- 『放浪息子』
  - BGM（MONACA名義）
- 『Aチャンネル』
  - BGM（MONACA名義）
  - OVAED主題歌「スマイル方程式」（作曲・編曲）
- 『WORKING'!!』
  - BGM（MONACA名義）
  - OP主題歌「COOLISH WALK」（作曲・編曲）
- 『這いよれ! ニャル子さん』
  - BGM（MONACA名義）
- 『マギ』
  - キャラクターソング「Magic」（作曲・編曲）
- 『スタードライバー THE MOVIE』
  - BGM（MONACA名義）
- 『アイカツ!』
  - BGM（MONACA名義）
  - 挿入歌「Thrilling Dream」（作曲・編曲）
  - 1年目後期OP主題歌「ダイヤモンドハッピー」（作曲・編曲）
  - 挿入歌「fashion check!」（作曲・編曲）
  - 2年目前期OP主題歌「KIRA☆Power」（作曲・編曲）
  - 挿入歌「ハッピィクレッシェンド」（作曲・編曲）
  - 2年目後期OP主題歌「SHINING LINE*」（作曲・編曲）
  - 3年目後期OP主題歌「Lovely Party Collection」（作曲・編曲）
  - 挿入歌「恋するみたいなキャラメリゼ」（作曲・編曲）
  - 4年目前期OP主題歌「START DASH SENSATION」（作曲・編曲）
  - 挿入歌「ミエルミエール」（作曲・編曲）
- 『やはり俺の青春ラブコメはまちがっている。』
  - BGM（MONACAと共同）[6]
- 『サーバント×サービス』
  - BGM（MONACA名義）
- 『ニセコイ』
  - BGM（千葉"naotyu-"直樹と共同）
- 『風雲維新ダイ☆ショーグン』
  - OP主題歌「タマシイRISES」（編曲）
- 『キャプテン・アース』
  - BGM（MONACA名義）
- 『テンカイナイト』
  - BGM（MONACA名義）
- 『龍ヶ嬢七々々の埋蔵金』
  - BGM（MONACA名義）
  - キャラクターソング「ぎゅっとCHERISH」（作曲・編曲）
- 『牙狼〈GARO〉-炎の刻印-』
  - BGM（MONACA名義）
- 『ハナヤマタ』
  - キャラクターソング「ヨロコビ・シンクロニシティ」（作曲・編曲）
- 『結城友奈は勇者である』
  - BGM（MONACA名義）
- 『劇場版 アイカツ！』
  - BGM（MONACA名義）
  - 主題歌「輝きのエチュード」（作曲・編曲）
  - 挿入歌「グッバイ・ティアーズ」（作曲・編曲）
- 『やはり俺の青春ラブコメはまちがっている。続』
  - BGM（高橋邦幸と共同）
- 『WORKING!!!』
  - BGM（MONACA名義）
  - OP主題歌「NOW!!!GAMBLE」（作曲・編曲）
- 『コンクリート・レボルティオ～超人幻想～』
  - BGM（帆足圭吾と共同）
- 『アイカツスターズ!』
  - ED主題歌「episode Solo」（作曲・編曲）
  - 挿入歌「8月のマリーナ」（作曲）
  - ED主題歌「Bon Bon Voyage!」（作曲・編曲）
- 『あんハピ♪』
  - BGM（MONACA名義）
  - 挿入歌「わいわいお天気ロード」（作曲・編曲）
  - キャラクターソング「ミチノチモシーキミノキモチ」（編曲）
- 『牙狼〈GARO〉-DIVINE FLAME-』
  - BGM（MONACA名義）
- 『mono』
  - OP主題歌「メニメリ・メモリーズ！」（作曲・編曲）

### アーティスト
- 河野マリナ
  - 「I meet You◎」（作曲・編曲）
  - 「Cheer for me!!」（作曲・編曲）
- Negicco
  - 「キミはドリーム」（作曲・編曲）
- Run Girls, Run!
  - 「サクラジェラート」（作曲・編曲）
  - 「秋いろツイード」（作曲・編曲）
  - 「スノウ・グライダー」（作曲・編曲）
- GEMS COMPANY
  - 「渚ブルーのSensation」（作曲・編曲）

### テレビ番組
- 『アドリブアニメ研究所』
  - ED主題歌「WONDERFULER」（作曲・編曲）